# Too Much Pussy!
Pour plus de détails, voir Fiche technique et Distribution.
Too Much Pussy! (sous-titré Feminist Sluts, A Queer X Show) est un  documentaire d'Émilie Jouvet sorti en 2010. Une version pornographique, intitulée Much More Pussy!, est sortie en 2011.

## Synopsis
Un road-movie documentaire sur la tournée de femmes artistes queers nord-américaines et européennes, entre les discussions pendant les trajets en minibus, les haltes dans des squats à roulottes allemands et les performances burlesques et feministes pro-sexe (le « queer X show ») sur des scènes des villes européennes en été 2009. 

## Fiche technique
- Réalisation : Émilie Jouvet
- Scénario : Émilie Jouvet
- Production : Womart Productions / Émilie Jouvet, La Seine Productions / Jean-Pierre Zirn, Jürgen Brüning Filmproduktion / Jürgen Brüning
- Distribution : Solaris
- Costumes : Sarah Calas, Juan de Chamié, Delphine von Kaatz
- Pays d'origine :  France
- Langues originales : anglais, français
- Genre : documentaire, road-movie
- Durée : 80 minutes
- Dates de sortie :
  - Too Much Pussy! :
    - 15 avril 2010 à Bordeaux
    - 20 juin 2010 à San Francisco au FRAMELINE San Francisco International LGBT Film Festival
    - 20 novembre 2010 à Paris, au Chéries-Chéris
    - 30 novembre 2010 à Belfort, au Festival Entrevues
    - 6 juillet 2011, sortie nationale[1]

  - Much More Pussy! :
    - 21 octobre 2011, à Paris, au festival Jerk off[2]
    - 29 octobre 2011, à Berlin, au Pornfilmfest
    - 30 octobre 2011 au cineffable

## Distribution
[pas clair]
| Dj Metzgereischnitzlbaumer / Ena Lind | Allemagne              |
| Judy Minx                             | France                 |
| Mad Kate / Kathryn Fischer            | Allemagne / États-Unis |
| Madison Young                         | États-Unis             |
| Sadie Lune                            | États-Unis             |
| Wendy Delorme                         | France                 |

- Alexandra
- Audacia Ray
- Bird La Bird
- Chriss Lag
- Christine Guun
- Christiana Pena
- Elvis
- Flozif
- GG
- Inês Lamim
- James Velo
- Jessica Batut
- Jules Fogarty
- Julia Ostertag
- Mademoiselle Kla
- Mathilda M.
- Miss S. Purple
- Mister Mister
- Monsieur Katia
- Pouch

## Lieux des représentations
- Las Ninas, Metro Annessens, Bruxelles
- A Glitter Circus, Le Tango, Paris
- Cabaret Zoo, Chez Régine, Paris
- Les Souffleurs, Paris
- Kingdom of Cologne, Tsunami Club, Cologne
- L.U.X. Club, Berlin
- Barbie Deinhoffs, Berlin
- BKA Theater, Berlin
- Monster Ronsons, Berlin
- Schwarzer Kanal, Berlin
- Skin, The Pussy Edition, Salt Club, Copenhague
- Art Rebels Gallery, Copenhague
- Institutet, D'NYE, Malmö
- Queer all stars, Kolingsborg, Stockholm

## Bande originale
- Actor Slash Model : Dealings and such
- Atone&Me : Respect my Sin
- Axelle Roch : Slapping Dancing, Something Stupid
- Black Humos : Undancing in the Dirt
- Charlene Darling & Oso El Roto : La petite fille drague le vieux
- Chose Chaton : Summer Love
- Di Di Mao : Untitled, Baritone
- Electrosexual : Voices from Under the Ground Feat. Mad Kate
- Flaming Pussy : The Driver
- Full Moon Partisan : Untitled
- Huh-Uh : Castles
- Juan de Chamié : Step Jazz
- Khan : Strip down, On the run
- Le Tigre : Deceptacon
- Lorena & the Bobbits ! We're queer
- Mirror Mirror : New Horizons
- Monsieur K. & Antoine Bernollin : Pour quelques sous
- Mz Sunday Luv : Flowers
- Mz Sunday Luv & The Piano Follie : Prince of Birds
- Nad Mika : Girlfriend
- Nico Lippolis & Giorgio from Sardenia : Maranzani
- Noblesse oblige : Bitch, Caligula
- Petra Flurr : Mildred Kemp
- Sabrina Chap : Never been a bad girl
- Scream Club & The Shoes : Keep that control
- Softserve : Fauxnk, Précipitation, Porcelainfold, Untitled 10
- The Graves Brothers Deluxe : Drinking at the Sea Star

## Accueil critique
- « Voilà la version docu et lesbienne de Tournée, de Mathieu Amalric ! [...]  Au-delà de son postulat sympathique, ce documentaire manque d'un point de vue. [...] Une succession de moments in et off, de vraies-fausses saynètes un brin inutiles et beaucoup (trop) de provoc vaine suscitent un vague intérêt pour ce monde vibrionnant et inconnu, sans jamais le maintenir tout à fait. » d'après Isabelle Danel dans Première[3]
- « Road trip haut en couleurs de performeuses lesbiennes influencées par les grandes figures du féminisme queer et post porn. Ou quand le sexe faible fait très fort ! » d'après Sébastien Mauge dans aVoir-aLire [4]
- « Emilie Jouvet met les formes : son film est soigné et la bande originale détonne. Mais les « performeuses » ne convainquent pas. On aurait envie de comprendre comment, au-delà de l'exhibition, elles utilisent leur sexualité comme instrument de liberté, d'indépendance et même de discours politique. Mais elles ne nous disent guère plus que leur désir d'assumer leurs fantasmes et de jouir comme elles veulent. On ne peut qu'approuver, bien sûr, sans avoir forcément besoin, ni envie, d'en être les témoins. Too much pussy, indeed. » d'après Juliette Bénabent dans Télérama [5]
- « Magnifique ode à la femme sous toutes ses formes, dont on ressort inévitablement plein d'une énergie solaire, Too Much Pussy ! est une invitation à jouir sans entrave, à ne pas se sentir confiné dans des genres prédéfinis pour se construire sa propre identité sans se soucier des normes et surtout à s'intéresser de plus près à cet univers si particuliers. Un très bel hymne queer et rock, qui ne devrait pas tarder à devenir culte. » d'après Flavia Guéhéneuc dans Tout le Ciné [6]